# Mazraeh-ye Mosiyeh Darkhshan
Mazraeh-ye Mosiyeh Darkhshan (em persa: مزرعه مسيح درخشان, também romanizada como Mazra‘eh-ye Mosīyeḩ Darkhshān) é uma aldeia do distrito rural de Faragheh, no condado de Abarkuh, na província de Yazd, Irã.